# Општина Вишани (Браила)
Вишани (рум. Vişani) општина је у Румунији у округу Браила.
Oпштина се налази на надморској висини од 42 m.